# Bábolnai szélerőmű
A bábolnai szélerőműpark egy 2010-ben, a győri székhelyű Pannon Szélerőmű Kft. által felépített, 15 MW elektromos áramot termelő szélerőműpark. Bábolna Budapesttől 85 km-re helyezkedik el, ezt a térséget az itt húzódó szélfolyosó miatt választották, átlagosan 1,7 m/s a szél sebessége. 27 millió euró (nagyjából 9,5 milliárd Ft) beruházású projekt, az OTP Bank finanszírozta. Hét szélturbina működik, ezek összesen 33 GWh energiát termelnek évente, mely 14 ezer háztartást tud ellátni. A megtermelt elektromos áramot a Kötelező Átvételi Tarifa (KÁT) mérlegkörön keresztül a Magyar Villamosenergia-ipari Átviteli Rendszerirányító (MAVIR) Zrt.-nek értékesíti. A bábolnai beruházással Komárom-Esztergom megyében összesen 69 szélturbina termeli az áramot.
A hét szélturbina közül hat 2 MW-os Vestas V90 és egy 3 MW-os Vestas V90 típusú. Az előbbi típusú turbina akár 328, az utóbbi típusú turbina 271 tonnát is nyomhat.